# NK Horeca
Het NK Horeca is een jaarlijks kampioenschap in Nederland in verschillende takken van horeca. De Gouden Koksmuts voor het beste viergangendiner, drie onderscheidingen voor het lekkerste broodje in de horeca, in catering, en voor personeel met een verstandelijke beperking, en onderscheiding voor flair bartending worden hier uitgereikt. Het wordt sinds 2007 in zijn huidige vorm gehouden op de Horecava, waar het de al bestaande Gouden Koksmuts en Lekkerste broodje in een evenement gecombineerd werden. In 2010 is een prijs voor flair bartending toegevoegd.
- De Gouden Koksmuts: De Gouden Koksmuts werd in 1960 als de Zilveren Koksmuts geïntroduceerd door Nestlé. In 1996 werd de onderscheiding opnieuw in de markt gezet, ditmaal als Gouden Koksmuts.[1]
- Lekkerste Broodje: De onderscheiding voor het lekkerste broodje bestaat sinds 1983.[3] Later is deze onderscheiding gesplitst in Lekkerste Broodje Horeca en Lekkerste Broodje Catering. In 2009 is daar de categorie "Lekker Anders" bijgekomen, voor personeel met een verstandelijke beperking.
- Flair Bartending: In 2010 is een prijs voor Flair Bartending toegevoegd aan het NK Horeca.